# Alexander Liberman
Pour les articles homonymes, voir Liberman.
Alexander Semeonovitch Liberman, dit Alex Liberman, né le 4 septembre 1912 à Kiev (Empire russe, aujourd'hui Ukraine) et mort le 19 novembre 1999 à Miami (États-Unis), est un artiste pluridisciplinaire et éditeur de presse américain, connu surtout pour son rôle majeur au sein des éditions Condé Nast durant trente-deux ans, essentiellement à la direction artistique du magazine Vogue.
Après avoir commencé sa carrière en France, il part à New York. Il établit une étroite collaboration avec Irving Penn dès le milieu de la Seconde Guerre mondiale. Il côtoie également, au cours de sa carrière, de nombreux grands photographes de mode tels que Horst P. Horst, Cecil Beaton, Henry Clarke, Erwin Blumenfeld ou William Klein. Il introduit au sein de Vogue diverses formes d'art.
Alexander Liberman cherchera en permanence à être à l'avant-garde de son époque et restera une influence considérable pour la presse de mode.

## Biographie
Alexander Liberman passe sa petite enfance entre Saint-Pétersbourg et Moscou. Après la Révolution russe, sa famille émigre en Angleterre avec la permission de Lénine. Son instruction se fait à Moscou, à Londres, mais surtout à Paris où il suit les cours d'André Lhote, passe par l'École des beaux-arts pour y étudier l'architecture, puis collabore avec Cassandre.
En 1929, Alexander Liberman est embauché par Lucien Vogel au magazine Vu où il côtoie la photographie de reportage. Il devient directeur artistique au bout d'un an puis rédacteur en chef du magazine.
Il se marie en 1936 avec la championne de ski Hilda Sturm.
Par la suite, il part dans le sud de la France et peint. Il divorce de Hilda Sturm trois ans après son mariage et se remarie avec Tatiana Yakovleva. À son arrivée à New York durant la Guerre, il reprend contact avec Lucien Vogel également en exode dans la ville américaine et proche de Condé Montrose Nast (en), ce dernier ayant acheté la Gazette du bon ton plusieurs années auparavant, et de Iva Sergei Voidato Patcevitch, compatriote de Liberman  . Patcévitch promet de parler de Liberman à Nast. Mais avant cette éventuelle entrevue, Alexander Liberman rencontre le directeur artistique du Vogue américain Mehemed Fehmy Agha (connu comme Dr. Agha), russe également, qui lui fait faire un essai dès la semaine suivante. « Désolé, vous n'êtes pas fait pour Vogue » s'entend dire Liberman de la part du directeur artistique, avant de rencontrer finalement Nast la semaine suivante qui l'engage aussitôt, « un homme tel que vous doit être chez Vogue ».

### Vogue
Il rejoint donc les éditions Condé Nast peu avant la mort de leur propriétaire en 1942, au département des maquettistes, s'occupant de façon privilégiée de la couverture du Vogue. Dès le départ, innovant, il se fait remarquer par la qualité de ses compositions et devient rapidement le consultant personnel de Condé Montrose Nast, au détriment de l'influence du Dr. Agha le directeur artistique qui perd alors peu à peu son pouvoir. Nast cherche alors à changer le contenu rédactionnel du Vogue vers quelque chose de plus informatif avec une légende pour chaque photo ou les titres des articles sur la couverture. « Une photographie de mode n'est pas une photographie de robe, mais la photographie d'une femme » dira-t-il plus tard.

#### Directeur artistique
Juste après la mort de Nast fin 1942, le Dr. Agha, lassé de la suprématie de Liberman, démissionne. Alexander Liberman est nommé un mois plus tard directeur artistique de Vogue, orientant avec Edna Woolman Chase le magazine vers la photographie de mode, dite « de reportage » car à l'extérieur des studios, ainsi que des sujets parfois plus variés ; en accord avec la rédactrice en chef, ils publient des images de guerre de Lee Miller. En 1943, il recrute comme assistant Irving Penn ; celui-ci doit trouver des idées et faire la liaison entre la direction artistique et l'ensemble des photographes de Vogue. Mais cette collaboration n’aboutit pas au but escompté, les photographes reconnus de l'époque tels que Beaton ou Blumenfeld, aux styles personnels affirmés, n'ont que faire des demandes du duo Liberman-Penn. Alexander Liberman demande alors à Penn de réaliser lui-même les photographies ; il lui attribue un assistant et une place dans le studio photo du magazine.

#### Après Guerre
Dès la fin de la Guerre, il sait que Vogue doit changer de style, tel que Nast l'avait envisagé peu avant son décès, à savoir s'éloigner d'un certain maniérisme statique et montrer des femmes actives qui travaillent ou font du shopping ; il impose rapidement son style novateur transformant le magazine de son format « album » vers un support de presse informatif, changeant la typographie, la police de caractères, la mise en page devenue désuète. Alex Liberman essaye — sans succès — d'engager Richard Avedon. Déjà débutée bien avant la Guerre, la concurrence féroce du Vogue incarné par le duo Edna Woolman Chase et Alexander Liberman doit faire face à celle du Bazaar de Carmel Snow et Alexey Brodovitch, magazine en perpétuelle évolution et plus avant-gardiste. Mais Chase la rédactrice en chef du Vogue depuis des décennies reste très conservatrice et s'oppose à tout changement, malgré les arguments de Liberman qui cherchait à rendre le magazine « élégant » et « attirant ». En 1952, Chase alors âgée de soixante-dix-sept ans et après une remarquable carrière est remplacée par Jessica Daves. Daves, n'ayant aucune connaissances en mise en page ou photographie, donne les pleins pouvoirs à Liberman, non sans parfois créer des conflits entre le conservatisme féroce de la rédactrice en chef et l'imagination débordante du directeur artistique. Malgré tout, le duo ainsi formé fait évoluer le niveau intellectuel du magazine vers plus de textes et une ouverture à l'art ; pour Jessica Davis, les connaissances de Liberman en ce domaine sont un atout fondamental et il supervise chaque article sur l'art et réalise plusieurs séries de photos. Simultanément, il développe un projet personnel, celui de photographier les ateliers des grands peintres et publie un ouvrage sur le sujet, The Artist In His Studio, en 1955.
Vers la fin de l'année 1962, Alex Liberman et Samuel Newhouse (en), le nouveau propriétaire de Condé Nast depuis quelques années, débauchent l'influente Diana Vreeland de chez Harper's Bazaar où elle travaillait avec Snow et Brodovitch, comme rédactrice associée à Jessica Davis, puis rapidement rédactrice en chef. Celle-ci amène avec elle Richard Avedon qui reçoit un pont d'or pour signer un contrat avec Vogue. Le magazine va alors connaitre ce que Liberman appelle « la période de l'érotisme intellectuel » sous l'influence du quatuor qu'il forme avec Vreeland, Avedon, et le mannequin Penelope Tree.

### Condé Nast Publications
Vingt ans après avoir été directeur artistique de Vogue, il devient en décembre 1962 la « directeur éditorial » des éditions Condé Nast, supervisant les éditions internationales dont le Vogue français de Francine Crescent, magazine alors au sommet de la créativité, ou le magazine Mademoiselle dans lequel il essaye les nouvelles tendances qui seront utilisées ultérieurement dans Vogue. Mais dans les années 1970, le système coûteux et dictatorial de Diana Vreeland montre ses limites. « C'était comme survivre dans une maison de fous. Tout était extravagance, luxe et excès. Elle aimait le pouvoir. Elle en a pris trop. J'étais le directeur de la rédaction […] Et je devenais impuissant. […] Les ventes chutaient. […] L'affaire nous échappait. » précise Alex Liberman dans sa biographie. En juillet 1971 elle est remplacée par Grace Mirabella, son bras droit, le choix de Liberman qui va la soutenir des années durant. À cette époque, et contrairement à l'ère de Diana Vreeland, Alexander Liberman supervise tout au sein du magazine en accord avec Mirabella, et a le dernier mot ; à eux deux, ils forment une équipe harmonieuse. « J'aimais sa façon de penser. Elle était sensible à la modernité de la femme américaine » précise-t-il. Mais cette entente de plusieurs années ne dure pas et des différents se font sentir au sein du magazine, Liberman étant souvent en opposition sur la ligne éditoriale.
En 1986, Vogue a vieilli. Le magazine Elle est lancé aux États-Unis avec succès, supplantant en quelques mois Harper's Bazaar ; dès l'année suivante, Alexander Liberman soumet une nouvelle maquette du magazine à Grace Mirabella, souhaitant être plus en phase avec son époque. Elle refuse celle-ci et est licenciée rapidement dès l'année suivante pour être remplacée par Anna Wintour. Alexander Liberman, âgé de plus de soixante-quinze ans et malade dois assurer la transition avec Anna Wintour qu'il avait nommé « directrice de la création  » quelques années auparavant. Brisant immédiatement la routine instaurée dans le magazine, Anna Wintour et Alexander Liberman travaillent étroitement ensemble, bien que ce dernier passe moins de temps au magazine du fait de son état de santé.
Liberman reste à son poste de directeur jusqu'au début des années 1990 et meurt en 1999. Samuel Irving Newhouse, Jr. (en) souligne que Liberman a su, tout au long de sa carrière, poser « les fondations du Vogue moderne. »

### Photographes
De par ses fonctions, Alexander Liberman est à l'origine de la carrière de nombreux photographes comme c'est le cas pour quelques directeurs artistiques de l'époque, jusqu'à rendre le nom de Irving Penn indissociable du sien ; durant la Seconde Guerre mondiale il recrute ce dernier pour Vogue, mais également Constantin Joffé vers 1942 puis Frances McLaughlin-Gill en 1943 qu'il a rencontrée sur le conseil de Toni Frissell. La plupart travaillent pour Vogue, mais également pour Glamour ciblant des lectrices plus jeunes. Après la Guerre, il pousse Henry Clarke à suivre des cours auprès de Brodovitch puis l'embauche pour les trois principales éditions internationales de Vogue. Il recrute également en 1949, pour l'édition américaine, Norman Parkinson venu du British Vogue, ou bien plus tard Deborah Turbeville ou Arthur Elgort. Au milieu des années 1970, il contacte le français Patrick Demarchelier, alors fraichement arrivé à New York, et lui commande quelques images. Le photographe entame là une collaboration de plus de quarante ans avec les magazines des éditions Condé Nast. « Liberman savait très bien ce qu'il voulait. À condition de respecter cette donne, on disposait d'une certaine liberté » précise Demarchelier.